# Lotta Olsson
Lotta Olsson (ur. 5 grudnia 1973 w Rydebäck) – szwedzka poetka i autorka książek dla dzieci.
Do tej pory, nakładem Wydawnictwa Zakamarki, w Polsce ukazały się następujące tytuły, wszystkie w tłumaczeniu Agnieszki Stróżyk:
| Lp. | Tytuł polski         | Tytuł oryginalny      | Rok pierwszego wydania w Szwecji | Rok pierwszego wydania w Polsce | Ilustrator          | Wydawca               |
| --- | -------------------- | --------------------- | -------------------------------- | ------------------------------- | ------------------- | --------------------- |
| 1   | Dziwne zwierzęta     | Konstiga djur         | 2011                             | 2012                            | Maria Nilsson Thore | Wydawnictwo Zakamarki |
| 2   | Inna podróż          | En annan resa         | 2012                             | 2013                            | Maria Nilsson Thore | Wydawnictwo Zakamarki |
| 3   | Sens życia           | Meningen med livet    | 2013                             | 2014                            | Maria Nilsson Thore | Wydawnictwo Zakamarki |
| 4   | Sam w domu           | Lämnad ensam          | 2015                             | 2016                            | Maria Nilsson Thore | Wydawnictwo Zakamarki |
| 5   | Maskarada            | Något lurt            | 2016                             | 2018                            | Maria Nilsson Thore | Wydawnictwo Zakamarki |
| 6   | Wierzcie w Mikołaja! | Tro på tomten         | 2013                             | 2013                            | Benjamin Chaud      | Wydawnictwo Zakamarki |
| 7   | Auto robi brum       | Bilen säger brum      | 2012                             | 2017                            | Charlotte Ramel     | Wydawnictwo Zakamarki |
| 8   | Sweter włóż i już    | Alla kläder på        | 2012                             | 2017                            | Charlotte Ramel     | Wydawnictwo Zakamarki |
| 9   | Mały, mały smyk      | Liten, liten snälling | 2013                             | 2017                            | Charlotte Ramel     | Wydawnictwo Zakamarki |
| 10  | Bardzo wielki nos    | Här är stora näsan    | 2013                             | 2017                            | Charlotte Ramel     | Wydawnictwo Zakamarki |